# Kaiser-Friedrich-Turm (Hagen)

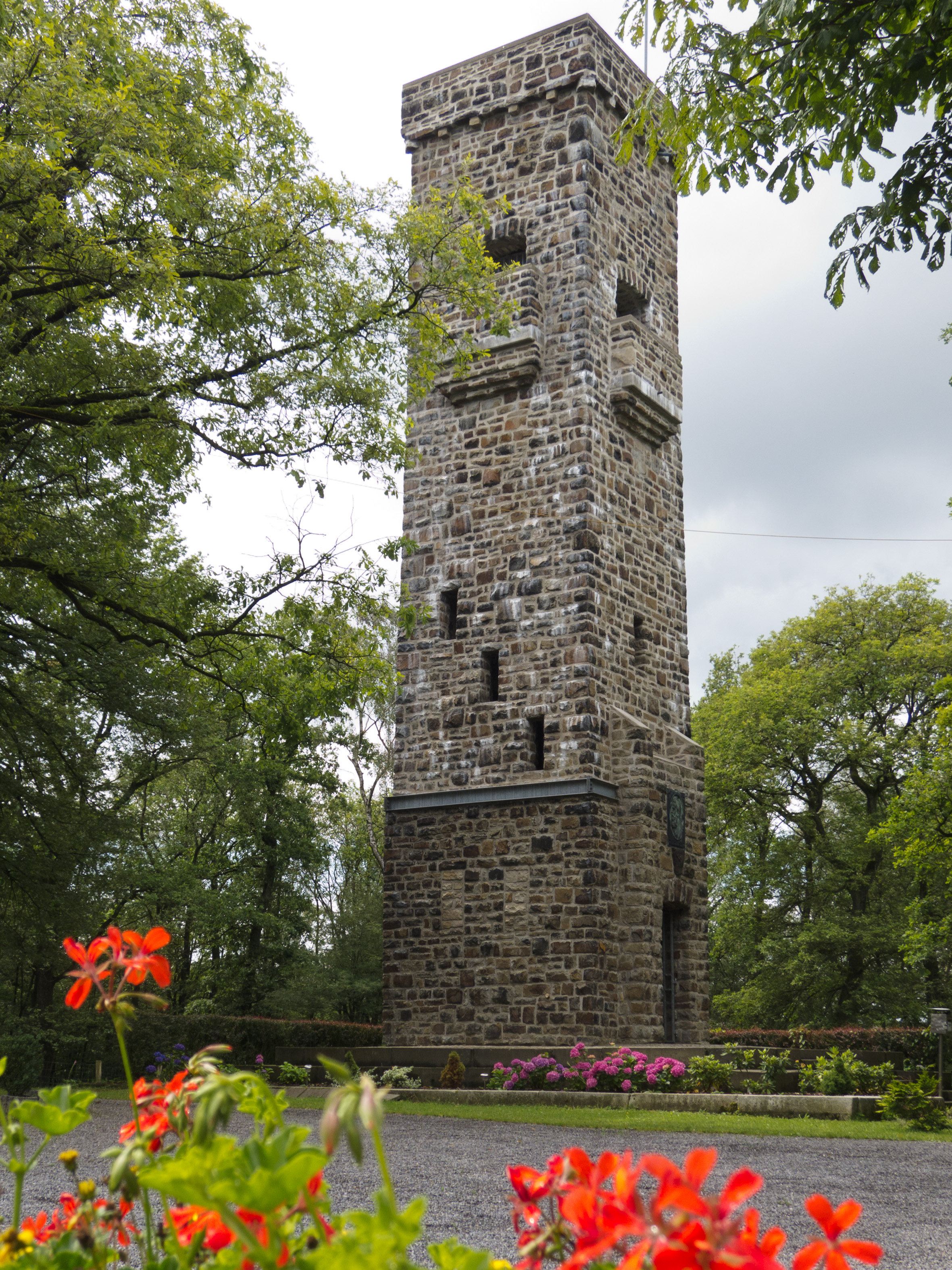
Der Kaiser-Friedrich-Turm in Haspe

Der Kaiser-Friedrich-Turm zur Erinnerung an Kaiser Friedrich III steht in der westfälischen Stadt Hagen oberhalb des Stadtteils Haspe.
Im Mai 1891 wurde auf der Hesterthardt ein Holzturm errichtet, welcher am 2. Juli 1901 von einem Blitz getroffen wurde. Durch einen Sturm im Jahre 1903 wurde der hölzerne Turm umgeworfen. Mithilfe von 10.000 Mark Spenden aus der Hasper Bevölkerung errichtete die damals eigenständige Stadt Haspe einen Steinturm. 

Der Turm wurde vom damaligen Bürgermeister Georg Frank am 25. September 1910 eingeweiht mit den Worten:

„Doch über die Freude über das wohl gelungene Bauwerk mischt sich Wehmut und Schmerz, wenn wir dessen gedenken, dem dies Denkmal aus Dankbarkeit und Verehrung gewidmet ist, wenn wir denken an den Helden von Königgrätz, an den Sieger von Weißenburg und Wörth, wenn wir denken an ‚unseren Fritz‘.“

Der Turm ist ein Backsteinturm und mit einer Natursteinverblendung versehen. Das Material der Verblendung wurde in unmittelbarer Nähe des Turms gebrochen. Die Sockelquader aus Natursandstein stammen aus Herdecke. Über dem Eingang befindet sich ein Reliefporträt des ehemaligen Kaisers aus Bronze des Bildhauers Arnold Künne. Neben dem Turm wurde 1892 ein Wirtschaftsgebäude errichtet, das als Turmwärterwohnung genutzt wurde. Das Gebäude dient heute als Ausflugslokal.
Der Turm musste 1988 wegen Baufälligkeit gesperrt werden. Nach einer Restaurierung für 310.000 DM durch die Stadt Hagen wurde der Turm am 13. Juni 1993 wiedereröffnet. Von März 2009 bis November 2009 war der Turm wegen neuerlicher Schäden gesperrt.
Der Kaiser-Friedrich-Turm steht auf einem 372 Meter hohen Berg und ist mit 17 Metern Höhe der höchste Aussichtspunkt in Hagen. Er befindet sich an dem Hagener Drei-Türme-Weg, einem 11,6 km langen Wanderweg der Strecke Goldberg – Bismarckturm – Kaiser-Friedrich-Turm – Eugen-Richter-Turm.

## Belege
1. ↑  Tag des Denkmals (2010) (Memento vom 27. März 2015 im Internet Archive) (PDF; 2,4 MB), abgerufen am 11. April 2015